# Al-Baghdadi Ali al-Mahmudi

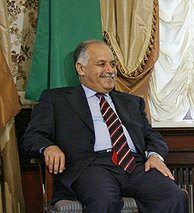
al-Baghdadi Ali al-Mahmudi im Juli 2008

al-Baghdadi Ali al-Mahmudi (arabisch البغدادي علي المحمودي, DMG al-Baġdādī ʿAlī al-Maḥmūdī; * 1945?) war seit 3. März 2006 Generalsekretär des Allgemeinen Volkskomitees, was in Libyen etwa dem Amt des Premierministers entsprach. Er war der Nachfolger von Schukri Ghanim.

## Karriere
Mahmudi war von Juni 2003 bis März 2006 stellvertretender Regierungschef. Davor war er Gesundheitsminister.
Als stellvertretender Regierungschef hatte er zwei gewaltige Infrastruktur-Projekte zu überwachen:
- das Great-Man-Made-River-Projekt (GMMR) und
- ein Eisenbahn-Neubau-Projekt.

Außerdem war er Vorstandsvorsitzender der Libyan Investment Authority, des libyschen Staatsfonds.
Am 21. August 2011 floh er im Zuge der Libyschen Bürgerkrieges vor den Truppen des Nationalen Übergangsrates, die in die Hauptstadt Tripolis einmarschierten, auf die tunesische Insel Dscherba. Am 21. September 2011 wurde er beim Überqueren der algerisch-tunesischen Grenze in Tozeur in Tamaghza festgenommen und wegen illegalen Grenzübertritts zu sechs Monaten Haft verurteilt. Am 27. September hob ein Gericht die Verurteilung auf und er konnte die Haft verlassen. Am 17. Oktober 2011 wurde er in ein Militärkrankenhaus in Tunis eingeliefert. Es habe Probleme mit einem Hungerstreik gegeben, mit dem al-Mahmudi gegen seine erneute Inhaftierung protestieren wollte. Am 8. November 2011 beschloss ein Gericht in Tunis, dass dem Gesuch der neuen libyschen Regierung zu seiner Auslieferung entsprochen werden solle. Sein Anwalt und Amnesty International kritisierten die Entscheidung und erklärten, dass al-Mahmudi in Libyen schwere Menschenrechtsverletzungen drohten. Er bat daraufhin den UN-Hochkommissar für Flüchtlinge um Beistand. Wegen seines illegalen Grenzübertritts wurde er Mitte Februar 2012 von einem tunesischen Gericht endgültig freigesprochen. Im Mai 2012 gab das tunesische Justizministerium bekannt, dass al-Mahmudi bald nach Libyen ausgeliefert wird. Am 24. Juni 2012 wurde er schließlich nach Libyen ausgeliefert. Die Behörden erklärten, dass er sich wegen Verbrechen am libyschen Volk vor Gericht verantworten muss. Ein libysches Gericht verurteilte ihn im Juli 2014 wegen der gewaltsamen Niederschlagung des Aufstands 2011 zusammen mit anderen Funktionsträgern Gaddafis, darunter Saif al-Islam al-Gaddafi, zum Tode.
Während seines Aufenthalts in Tunesien behauptete er, Gaddafi habe den Präsidentschaftswahlkampf Sarkozys im Jahr 2007 mit 50 Millionen € unterstützt. Sarkozy wies die Anschuldigung zurück, die französische Justiz klagte Sarkozy aber an. Im Juli 2019 wurde Baghdadi aus gesundheitlichen Gründen aus der Haft entlassen.